# Maria Isabel d'Àustria-Toscana
Maria Isabel d'Àustria-Toscana, princesa de les Dues Sicílies (Florència 1834 - Bürgenstock, prop de Lucerna 1901). Arxiduquessa d'Àustria i princesa de la Toscana. Es casà amb el comte de Trapani, el príncep Francesc de Borbó-Dues Sicílies.
Nascuda a Florència, capital del gran ducat de la Toscana, el dia 21 de maig de 1834, com a filla del gran duc Leopold II de Toscana i de la princesa Antonieta de Borbó-Dues Sicílies. Maria Isabel era neta per via paterna del gran duc Ferran III de Toscana i de la princesa Lluïsa de Borbó-Dues Sicílies mentre que per via materna ho era del rei Francesc I de les Dues Sicílies i de la infanta Maria Isabel d'Espanya.
El dia 10 d'abril de 1850 es casà a Florència amb el príncep Francesc de Borbó-Dues Sicílies, comte de Trapani, i fill de Francesc I de les Dues Sicílies i de la infanta Maria Isabel d'Espanya. La parella tingué sis fills, només dues van atènyer l'edat adult:
- Maria Antonieta de Borbó-Dues Sicílies, nascuda a Nàpols el 1851 i morta a Friburg el 1938. Es casà amb el príncep Alfons de Borbó-Dues Sicílies a Roma el 1868.

- Maria Carolina, nada a Nàpols el 1856 i morta a Varsòvia el 1941. Es casà amb el comte Andrzej Zamoyski a París el 1885.

- Leopold, 1853, mort amb disset anys; Maria Teresa, 1855 mort amb un any, Ferran, 1857 mort amb dos anys, Maria de l'Anunciació, 1858 amb quinze anys.

L'any 1861 partí a l'exili amb el seu marit i s'instal·laren a Roma sota la protecció del papa Pius IX. Quan l'any 1870 els Estats Pontificis foren ocupats per les tropes del rei Víctor Manuel II d'Itàlia, els prínceps van fugir cap a França.
La princesa morí a Suïssa, a prop de Lucerna, l'any 1901, a l'edat de 67 anys.